# ISU-122
Le ISU-122 (Istrebitelnaja Samokhodnaya Ustanovka 122) est un canon automoteur de la Seconde Guerre mondiale utilisé par l'Union des républiques socialistes soviétiques.

## Caractéristiques
Construit à 3 000 exemplaires, monté sur un châssis de JS-2, doté d'un canon de 122 mm, l'ISU 122 est un char de combat de 46 tonnes, fortement blindé.

## Utilisation au combat

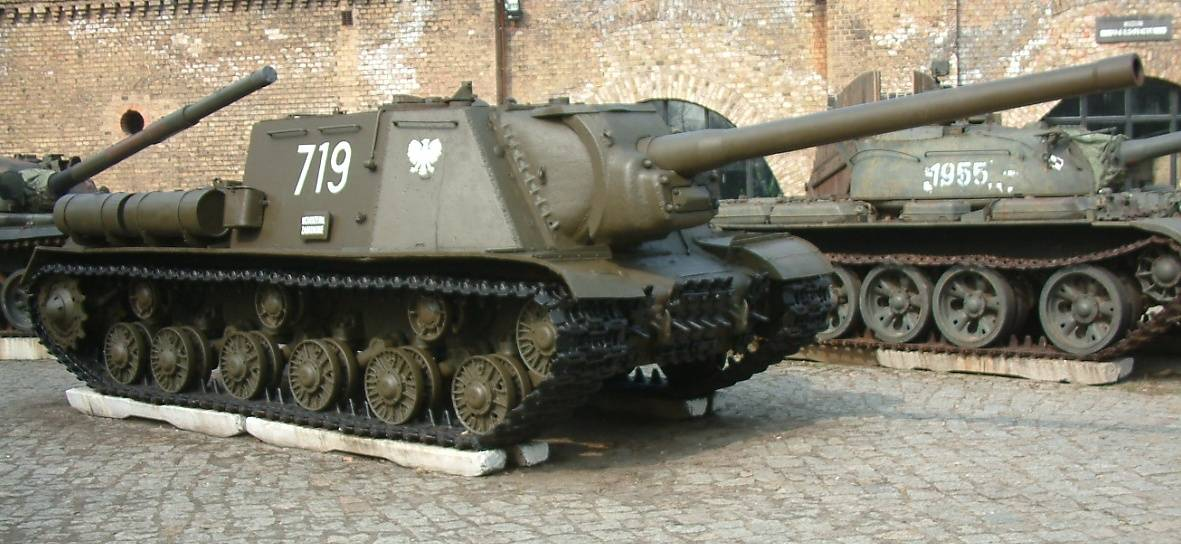
ISU-122 exposé au musée de l'armement à Poznan ayant appartenu la compagnie n°719 d'infanterie blindée de l'URSS avec l'aigle polonais.

Le ISU-122 fut utilisé sur le front de l'Est entre 1944 et 1945 à la fois d'abord comme canon automoteur et puis comme chasseur de chars; son obus de 122 mm peut en effet arracher une tourelle de char par le seul souffle de l'explosion, mettant ainsi hors de combat les blindés rencontrés lors de son avancée. 
Il est utilisé comme tous les matériels blindés soviétiques aussi bien dans le combat que dans le choc en profondeur

## Variantes
Certains de chars étaient dotés d'une mitrailleuse anti-aérienne DShK de 12,7 mm. En 1945, la version ISU-122S dispose d'un canon de 122 mm D-25S équipé d'un frein de bouche.

## Après-guerre
Plusieurs exemplaires sont exposés à Saint-Pétersbourg, au musée des blindés de Koubinka, au musée central des forces armées, au musée de la Grande Guerre patriotique à Kiev ainsi qu'en Biélorussie et en Pologne.